# Termopile

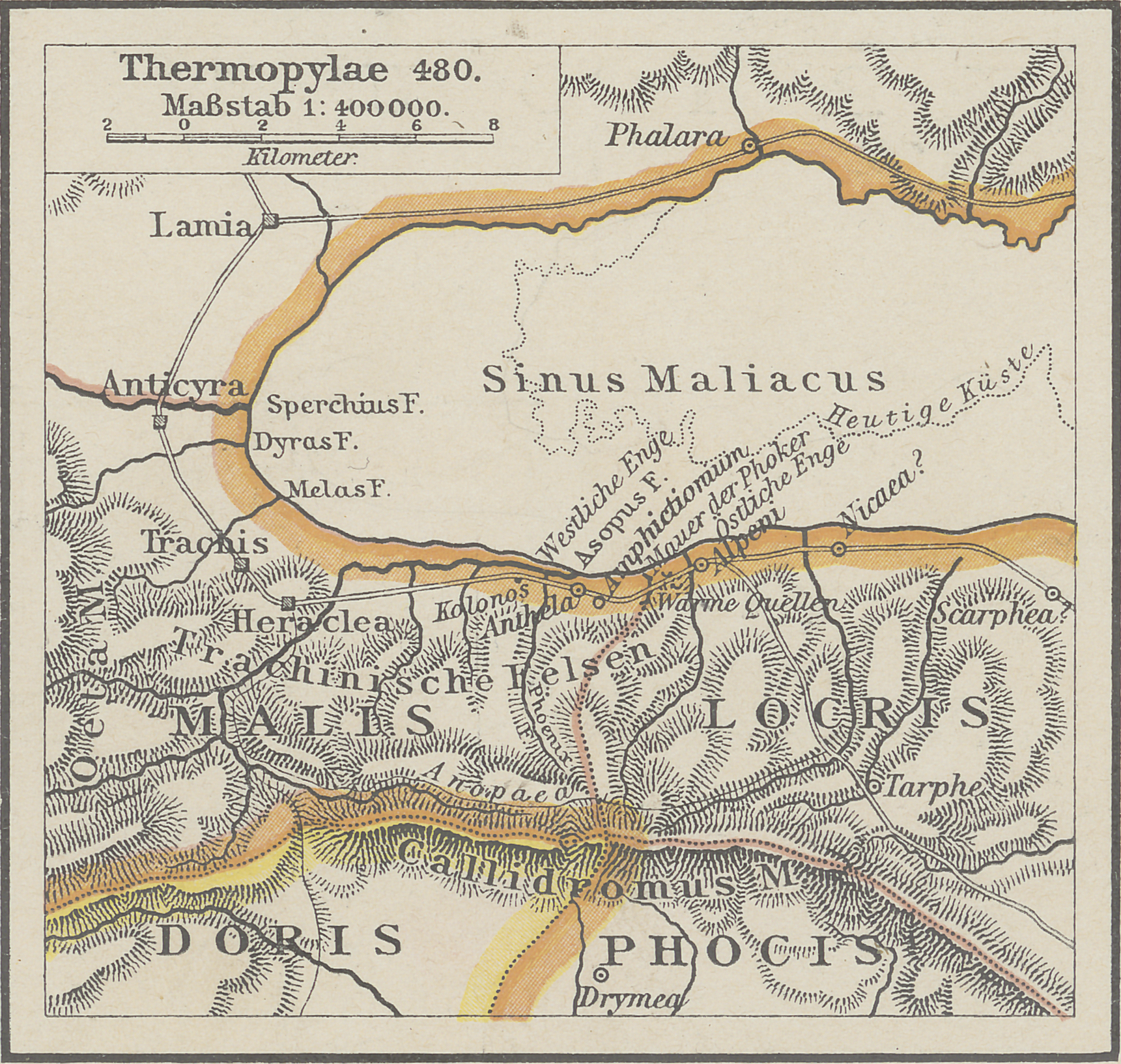
Mapa przesmyku

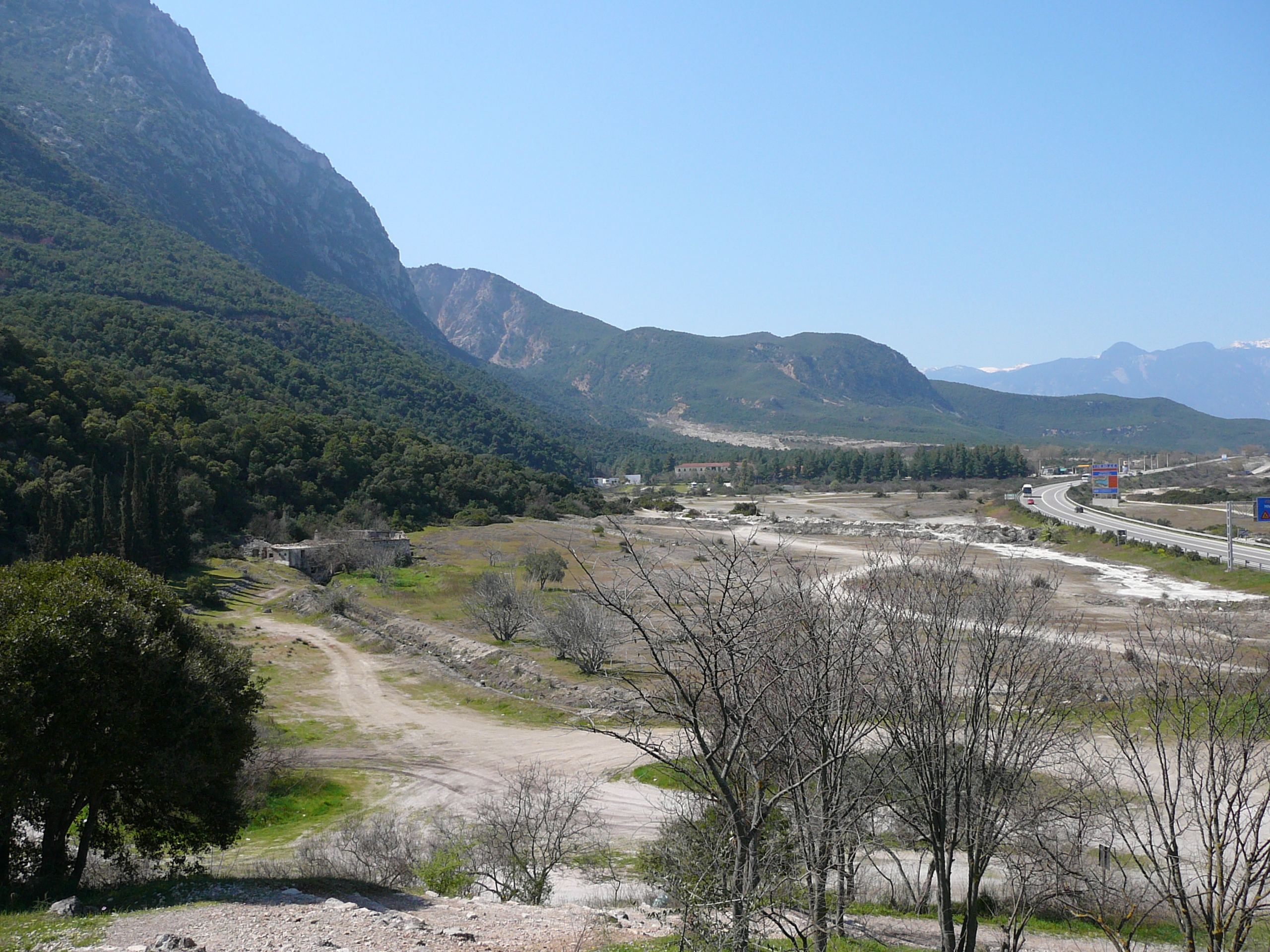
Miejsce bitwy – dziś. Porównaj polski opis tego zdjęcia.

Termopile (gr. Θερμοπύλες, stgr. Θερμοπύλαι, thermos – gorący, pylai – wrota) – zwężenie równiny nadmorskiej, wąskie przejście (potocznie przesmyk) między górami a morzem w pobliżu miasta Lamia w Grecji, między Zatoką Maliakos a górą Oiti, prowadzące z Tesalii do Grecji Środkowej. Miejsce zawdzięcza nazwę silnemu źródłu dającemu początek strumieniowi o temperaturze wód 40 °C.

## Bitwa na przesmyku termopilskim

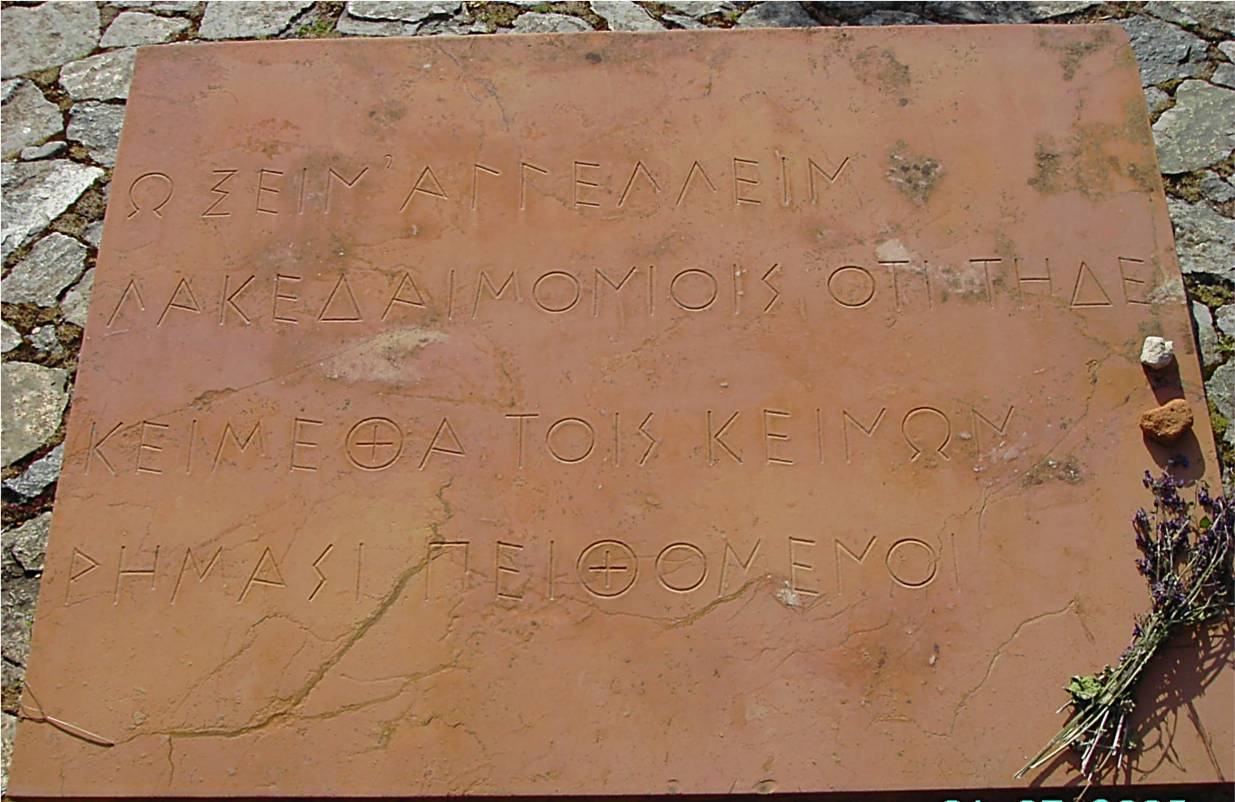
tablica z inskrypcją na Kolonos

W 480 p.n.e. została stoczona słynna bitwa pod Termopilami między koalicją Greków pod przywództwem Sparty a wojskami perskimi. Zwycięstwo odniosła Persja, jednak ponosząc ogromne straty w ludziach, w tym sam Kserkses I, który stracił podczas ataku dwóch synów, Abrokomesa i Hyperantesa.

Przy przecinającej przesmyk dawnej drodze głównej, w 1955 roku wzniesiono zespół pomnikowy Spartan, z centralnie akcentowanym posągiem króla Sparty, Leonidasa. W okresie późniejszym po lewej dodano skromny pomnik siedmiuset także wtedy bohatersko poległych Tespijczyków. Po drugiej stronie szosy, na wzgórzu Kolonos, gdzie bronili się ostatni obrońcy przesmyku, tablica upamiętnia bitwę wyrytą inskrypcją: 

O cudzoziemcze, powiedz Lacedemończykom, że wierni ich prawom, tu spoczywamy

## Więcej o historii miejsca
Na przestrzeni dziejów Termopile – ze względu na strategiczne znaczenie przesmyku – były także areną kolejnych bitew:
- w roku 353 p.n.e. – zablokowanie przejścia w czasie Trzeciej Wojny, toczonej przez Focjan przeciwko Filipowi II Macedońskiemu;
- w roku 279 p.n.e. – obrona przesmyku przez Greków w czasie inwazji wojsk Galickich pod dowództwem Brennusana na Grecję, odwrót Greków przez morze;
- w roku 191 p.n.e. – między Rzymianami a Seleucydami, zwycięstwo Rzymian;
- w roku 267 – nieudana obrona przesmyku przez siły lokalne w czasie inwazji Herulów na Bałkany;
- w roku 1821 (lub bitwa pod Alamaną) – w trakcie greckiej wojny o niepodległość, zwycięstwo Turków;
- 24–25 kwietnia 1941 r. – między wojskami australijsko-nowozelandzkimi a niemieckimi – obrona przesmyku przed Niemcami, a następnie wycofanie się Australijczyków i Nowozelandczyków.

## Gorące źródło

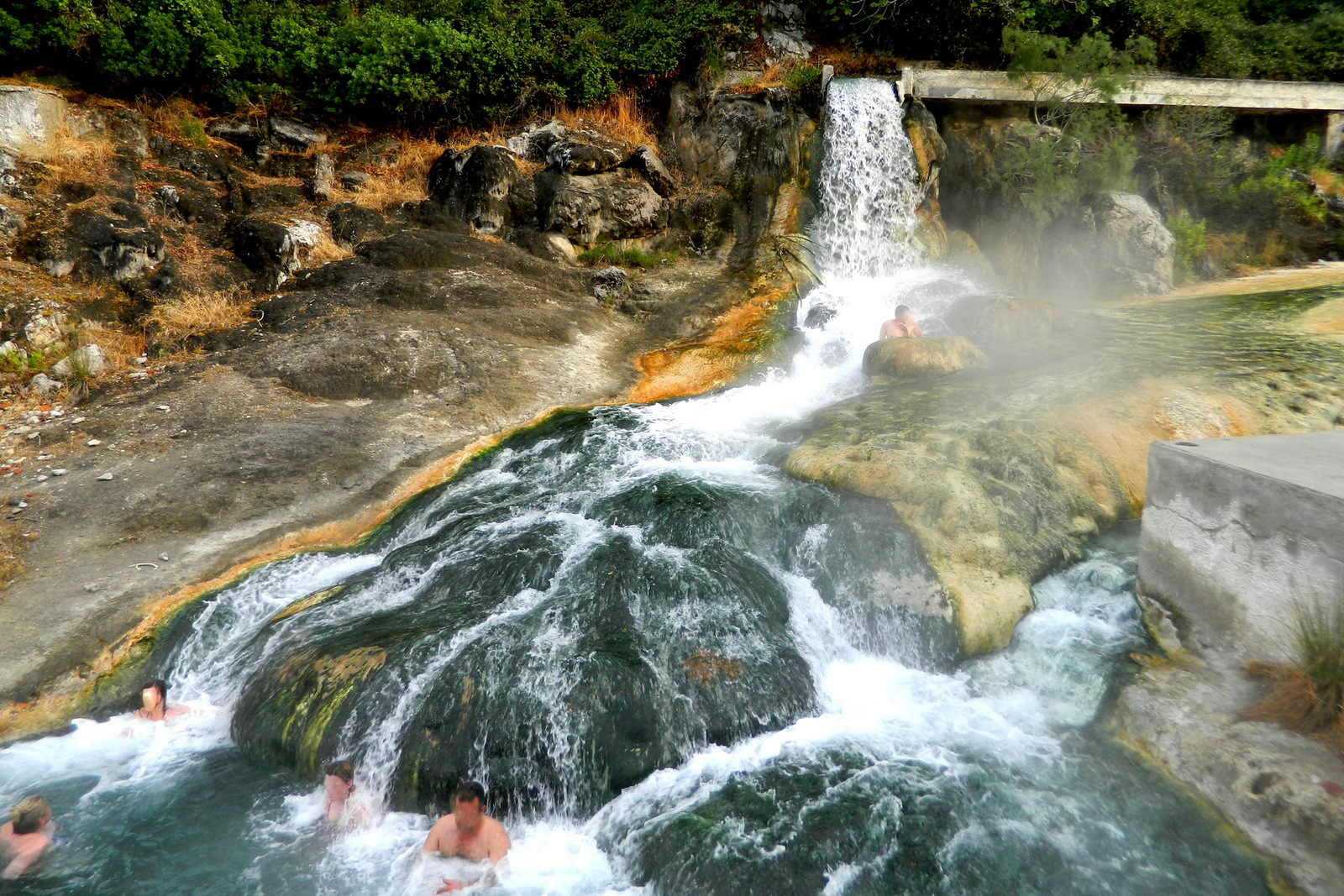
gorące źródła – patrz polski opis zdjęcia

Po nieczynnym już, gminnym zakładzie wodolecznictwa pozostało popularne wśród kierowców, dzikie miejsce kąpielowe z wodospadem.

## Centrum Informacji Historycznej w Termopilach
Działa ono od 2010 roku, w pobliżu zespołu pomnika.